# Věra Soukupová
Věra Soukupová (* 12. dubna 1932 Praha) je významná česká pěvkyně (mezzosoprán, alt).
Zpěv studovala soukromě u Luise Kadeřábka a poté u A. Mustanové-Linkové. Odborné hudební vzdělání získala na Vyšší pedagogické hudební škole v Praze (absolvovala v roce 1955).  Stala se laureátkou několika prestižních mezinárodních pěveckých soutěžích (1958 Toulouse, 1960 absolutní vítězka pěvecké soutěže Pražského jara).
V letech 1957–1960 byla sólistkou divadla J.K.Tyla v Plzni. V letech 1960–1963 a znovu pak v období 1980–1992 byla sólistkou Opery Národního divadla.  Vytvořila role v mnoha operách, např.: Georges Bizet: Carmen; Bedřich Smetana: Tajemství, Hubička, Libuše; Antonín Dvořák: Čert a Káča; Giuseppe Verdi: Don Carlos, Aida, Rigoletto.
V roce 1963 se stala také sólistkou České filharmonie a spolupracovala s dirigenty Václavem Neumannem, Martinem Turnovským, Zdeňkem Mácalem. Premiéry svých skladeb jí připsali Ilja Hurník (Sulamit), Pavel Bořkovec, Jiří Pauer a další soudobí skladatelé. Hostovala s úspěchem na zahraničních operních scénách v Německu, Francii, Itálii, Švédsku, Španělsku. Byla také mezinárodně vyhledávanou interpretkou písňové, kantátové a oratorní tvorby (Igor Stravinskij: Oidipus Rex; Giuseppe Verdi: Rekviem; Antonín Dvořák: Stabat Mater; Gustav Mahler: Písně o mrtvých dětech, Písně potulného tovaryše; Brahms, Prokofjev aj.). Výjimečné hlasové dispozice a dokonale zvládnutá technika jí umožnily věnovat se také náročným partům klasické a předklasické hudby. Se souborem Ars rediviva uvedla v československé premiéře řadu vokálních děl Johanna Sebastiana Bacha. Natočila mnoho snímků pro nahrávací společnosti, televizi a rozhlas.
V letech 1968–1973 byla stálým hostem Opery Hamburk v Německé spolkové republice.
Vystoupila též na Slavnostních hrách Richarda Wagnera v Bayreuthu (Erda v Prstenu Nibelungově) a na festivalu v Salcburku.

## Divadelní role (výběr)

#### Divadlo J. K. Tyla v Plzni:
- Rusalka - Ježibaba
- Carmen - titulní role
- Káťa Kabanová - Kabanicha i Varvara
- Aida - Amneris

#### Národní divadlo
- Znovu Rusalka, Káťa Kabanová, Carmen
- Čertova stěna - Záviš
- Braniboři v Čechách - Děčana
- Elektra - Klytaimnestra
- Rigoletto - Maddalena
- Piková dáma - Hraběnka
- Nevěsta messinská - Donna Isabella
- Tajemství - Panna Róza
- Hubička - Martinka
- Libuše - Radmila
- Čert a Káča - Káča
- Oedipus rex - Iokasté
- Julietta - Hadač
- Eva - Mešjanovka

## Ocenění
- 1964 Státní cena
- 1979 titul zasloužilá umělkyně
- 1985 titul národní umělkyně